# Сервос, Жоан
Жоан Сервос Моро (кат. Joan Cervós Moro; 24 февраля 1998, Андорра-ла-Велья) — андоррский футболист, защитник боснийского клуба «Рудар» и сборной Андорры.

## Биография

### Клубная карьера
На взрослом уровне начинал играть в команде «Андорра», выступающей в Примере Каталонии, пятом уровне в испанской системе футбольных лиг. В 2018 году перешёл в клуб испанской Терсеры «Сантбоя», но спустя полгода вернулся в «Андорру». Перед началом сезона 2019/20 «Андорра» получила место в Сегунде Б, третьем дивизионе Испании, где в первой части сезона Сервос сыграл 2 матча. В январе 2020 года подписал контракт с клубом американской лиги Чемпионшипа ЮСЛ «Колорадо-Спрингс Суитчбакс».

### Карьера в сборной
За основную сборную Андорры дебютировал 3 июня 2018 года в товарищеском матче со сборной Кабо-Верде, в котором отметился жёлтой карточкой. Осенью 2018 года сыграл во всех 6 матчах Лиги наций УЕФА, а в 2019 году во всех 10 встречах отборочного турнира чемпионата Европы 2020.